# 리틀턴 (뉴질랜드)

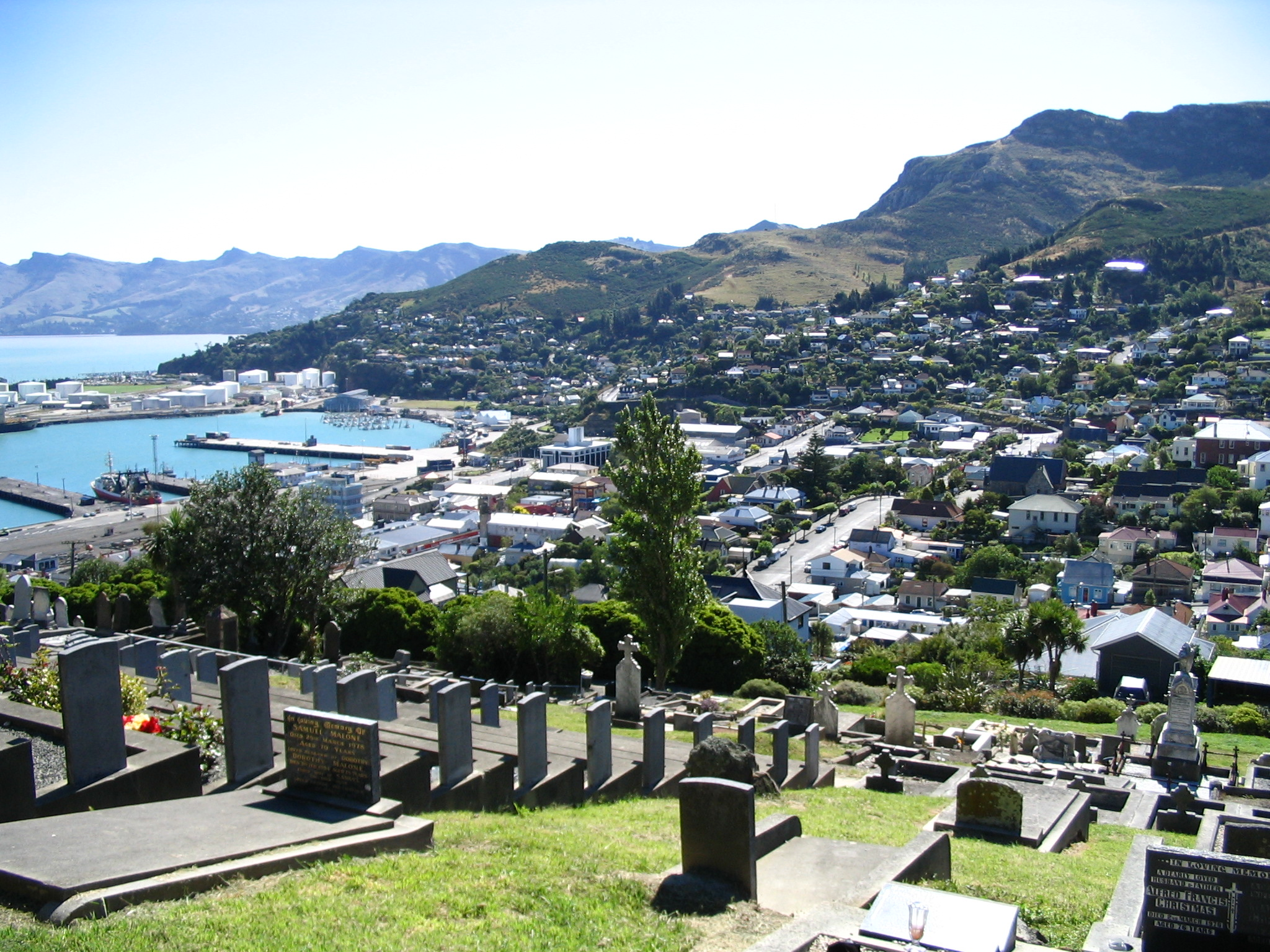
맑은 날의 리틀턴

리틀턴(영어: Lyttelton)은 뉴질랜드 남섬 동부 해안 지대 뱅크스반도 옆, 리틀턴 항 북부 해안에 있는 항구 마을이다. 크라이스트처치와는 도로로 12km 정도 떨어져 있다. 2001년 센서스의 조사에 따르면, 리틀턴의 통상 마을 주민 수 (라파키, 코세어배이 등 마을 근처의 인구 포함)는 총 3,042명이다.
2011년 2월 22일, 2011년 캔터베리 지진의 피해를 입기도 하였다.